# Silnice I/44
Die Silnice I/44 (tschechisch für: „Straße I. Klasse 44“) ist eine tschechische Staatsstraße (Straße I. Klasse).

## Verlauf

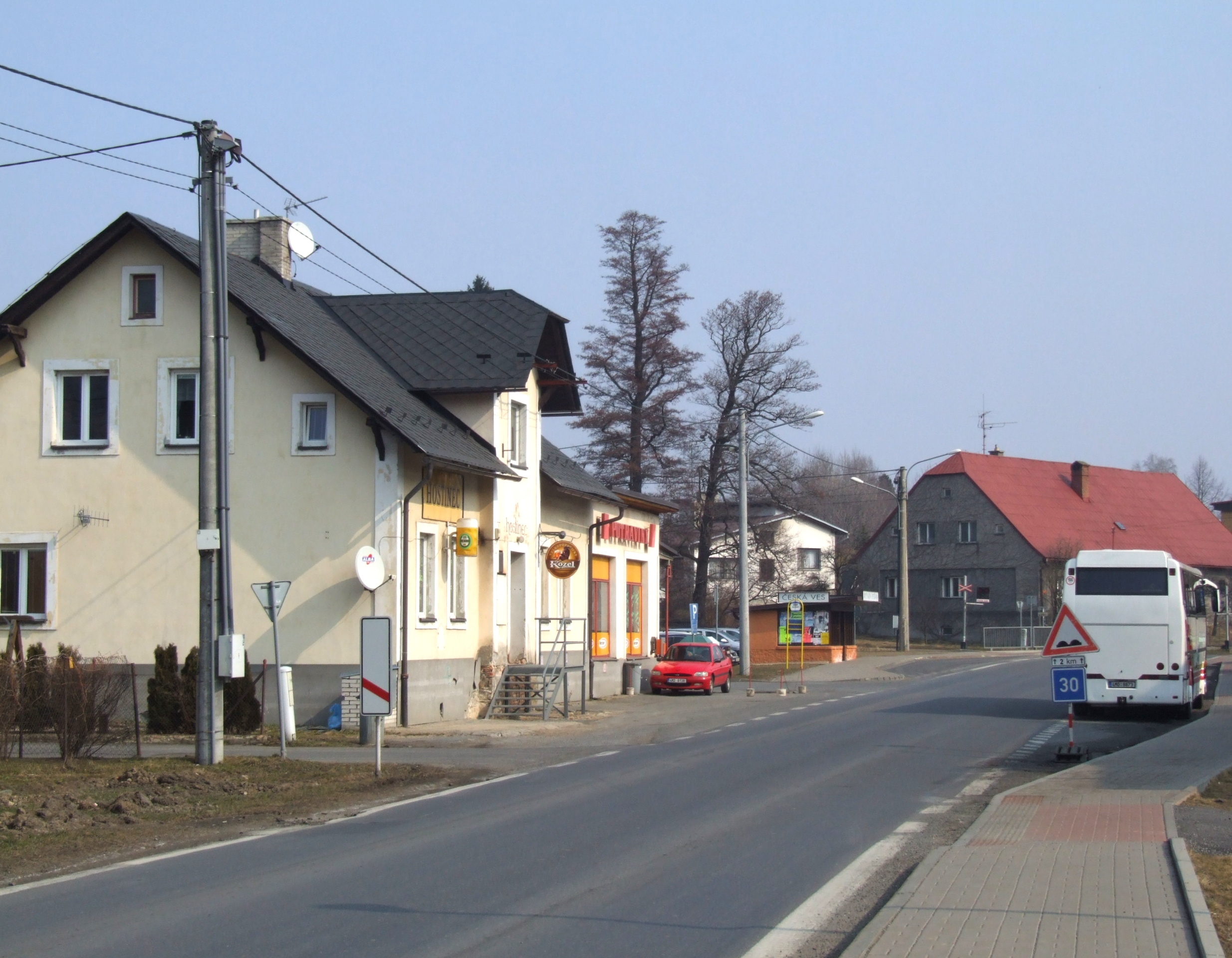
Die Straße im Dorf Česká Ves (Böhmischdorf)

Die Straße zweigt in Mohelnice (Müglitz) von der Silnice I/35 (Europastraße 442) nach Norden ab, verläuft an Zábřeh (Hohenstadt an der March) vorbei und trifft in Postřelmov (Großheilendorf) auf die Silnice I/11, mit der sie die folgenden zehn Kilometer unter anderem durch die Stadt Šumperk (Mährisch Schönberg) gemeinsam hat. In Rapotín (Reitendorf) teilen sich die Straßen wieder; die Silnice I/44 führt über den Pass Červenohorské sedlo im Altvatergebirge (Hrubý Jeseník) nach Jeseník (Freiwaldau), wo im Ortsteil Bukovice die Silnice I/60 nach Nordwesten abzweigt, und weiter nach Mikulovice u Jeseníku (Niklasdorf) an der Grenze zu Polen. Auf polnischer Seite setzt die Droga krajowa 40 die Straße über Głuchołazy (Ziegenhals) und Prudnik (Neustadt in Oberschlesien) fort.
Die Länge der Straße beträgt gut 78 Kilometer.

## Geschichte
Von 1940 bis 1945 bildete die Straße in ihrem mittleren und nördlichen Abschnitt einen Teil der Reichsstraße 147.